# Ahmad Salah Alwan
Ahmad Salah Alwan Mntafjai (Iraq, 18 giugno 1982) è un allenatore di calcio ed ex calciatore iracheno, di ruolo attaccante.

## Carriera

### Nazionale
Nel 2004 ha fatto parte della selezione irachena che ha partecipato alla Coppa delle nazioni asiatiche e ai Giochi della XXVIII Olimpiade.

## Palmarès

### Club

#### Competizioni nazionali
- Campionato iracheno: 5

Al-Zawraa: 1999, 2000
Al-Talaba: 2002
Arbil: 2007, 2008
- Coppa dell'Iraq: 5

Al-Zawraa: 1998, 1999, 2000
Al-Talaba: 2002, 2003
- Campionato egiziano: 1

Al-Zamalek: 2004
- Coppa di Siria: 1

Al-Ittihad: 2006

### Nazionale
- Oro ai Giochi dell'Asia occidentale: 1

Qatar 2005

### Individuale
- Capocannoniere del Campionato iracheno: 1

2006-2007 (11 gol)